# Destacamento de Inteligencia 184
El Destacamento de Inteligencia 184 (Dest Icia 184) fue una unidad del Ejército Argentino.

## Historia
Durante el terrorismo de Estado en Argentina, el reglamento del Ejército Argentino establecía que las grandes unidades de combate, es decir, las brigadas, podían recibir apoyo de inteligencia mediante destacamentos, compuestos por interrogadores, intérpretes, etc. En octubre de 1975, el general de brigada Roberto Eduardo Viola dictó la directiva 404/75, que ordenaba los roles a cumplir por las diferentes unidades militares en la autodenominada «lucha contra la subversión». Para la inteligencia, dictó, entre otras cosas,  [sic] «un fluido y permanente intercambio informativo entre las unidades de inteligencia y el Batallón de Inteligencia 601 […]». El Destacamento de Inteligencia 184 fue creado en 1982 sobre la Sección de Inteligencia «Río Gallegos», dependiente del Destacamento de Inteligencia 183. La nueva unidad dependía del Comando del V Cuerpo de Ejército con base en la Guarnición Militar «Bahía Blanca».